# Himmel och helvete
Himmel och Helvete (Japanska: 天国と地獄, Tengoku to jigoku) är en film från 1963 regisserad av Akira Kurosawa. Den är löst baserad på romanen Hotet (King's ransom) av Evan Hunter (skriven under pseudonymen Ed McBain).

## Handling
Kingo Gondo får veta att hans son har kidnappats. Kidnapparna kräver en mycket stor lösesumma. Han beslutar sig för att betala för att få sin son tillbaka. Sedan visar det sig att kidnapparna har tagit fel barn. De har tagit chaufförens son. Gondo ställs då inför dilemmat om han skall strunta i att betala eller betala ändå.

## Rollista (i urval)
- Toshirō Mifune - Kingo Gondo
- Tatsuya Nakadai - Tokura
- Kyōko Kagawa - Reiko Gondo
- Tatsuya Mihashi - Kawanishi
- Isao Kimura - Detective Arai
- Kenjiro Ishiyama - 'Bos'n' Taguchi
- Takeshi Katō - Nakao
- Tsutomu Yamazaki -  Ginjirô Takeuchi